# Segmon
Segmon è un'area urbana della Svezia situata nel comune di Grums, contea di Västra Götaland.
La popolazione rilevata nel censimento 2010 era di 437 abitanti .